# Pogeskole
En pogeskole var betegnelsen for en privat skole der havde elever i alderen 6-9 år. I 1856 bestemte Lov om Borger- og Almueskoler at man kunne oprette pogeskoler, uden at stille krav om uddannelse af underviserne. Da folkeskoleloven blev ændret i 1937, forsvandt også muligheden for at oprette pogeskoler.